# Cecilia Elving
Cecilia Elving, född 2 april 1979 i Stockholm, är en svensk politiker för Liberalerna.
Elfving är utbildad civilekonom och har en MSc i organisationsutveckling och ledarskap från Queens University i Kanada.
Elving var mellan 2019–2025 ordförande för Liberala kvinnor och 2019 - 2022 ordförande för kulturnämnden i Region Stockholm. Hon har från 2014 varit ledamot i landstingsfullmäktige i Stockholms läns landsting och är sedan 2015 ordinarie styrelseledamot i Liberalerna Stockholms län.Hon är även adjungerad i Liberalernas partistyrelse.
Elving är engagerad i jämställdhetsfrågor och är till exempel styrelseledamot i GAPF (Glöm aldrig Pela och Fadime) som arbetar mot hedersrelaterat våld och förtryck. Inför Liberalernas landsmöte 2023 drev Elving, i egenskap av ordförande för Liberala kvinnor, frågan om slöjförbud för barn i förskola och på lågstadiet då hon ansåg att slöjan var en symbol för kvinnoförtryck när den används på småbarn.